# بول فالتر
بول فالتر (بالإنجليزية: Paul Walther)‏ مواليد 23 مارس 1927 في كوفينغتون - الوفاة 21 ديسمبر 2014، كان لاعب كرة سلة أمريكي. بدأ مسيرته الاحترافية في سنة 1949. تم اختياره من قبل فريق لوس أنجلوس ليكرز خلال الدرافت. بلغ طوله 6 قدم 2 بوصة (1.9 م). اعتزل اللعب في 1955.

## المسيرة الاحترافية
لعب مع لوس أنجلوس ليكرز في سنة 1949، ثم لعب مع غولدن ستايت ووريورز في موسم 1953–1954، ثم لعب مع ديترويت بيستونز في موسم 1954–1955.

## روابط خارجية
- بول فالتر على موقع إن بي أي (الإنجليزية)
- بول فالتر على موقع سبورتس رفرنس (الإنجليزية)
- بول فالتر على موقع DraftExpress.com (الإنجليزية)
- بول فالتر على موقع كلية كرة السلة في سبورتس رفرنس.كوم (الإنجليزية)
- بول فالتر على موقع ريلجم (الإنجليزية)
- بول فالتر على موقع بروبوليرز (الإنجليزية)